# Квятковський Михайло Тихонович

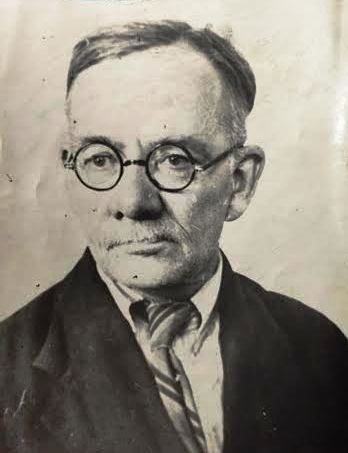
Квятковський Михайло Тихонович

Файл:Квятковський Михайло Тихонович (09.06.1889—18.06.1951, с. Кучино Московської обл.) — український викладач математики (арифметики, алгебри, геометрії й тригонометрії) з методикою навчання Полтавського учительського інституту. 
Народився в сім'ї земського лікаря Тихона Олександровича (який був братом відомого О. О. Квятковського — одного із засновників організації «Народна воля», страченого 1880 в Петропавлівській фортеці за замах на імператора Олександра ІІ). Закінчив Імператорський університет св. Володимира у Києві, професійну кар'єру розпочав 1910. До Полтавського учительського інституту прибув разом з О. К. Волніним із Великих Сорочинців, пропрацювавши там в учительській семінарії декілька років. Роботу в Полтавському учительському інституті, де за недостатністю штатів брав на себе ще й обов'язки бібліотекаря, поєднував із викладанням у полтавській приватній жіночій гімназії М. П. Павелко. Отримав від свого керівництва такий відгук: «Маючи добру педагогічну підготовку за своїм фахом, […] до службових своїх обов'язків ставиться з повною старанністю і користується заслуженою любов'ю учнів і службовців». На початку Громадянської війни, у зв'язку з реформуванням і українізацією Полтавського учительського інституту, змушений був покинути Полтаву. У подальшому став професором математики і заслуженим гідрометеорологом СРСР. 
Був одружений з Катериною Наумівною Борисевич-Несенюк і мав з нею трьох дітей, двоє з яких (Тетяна і Всеволод) з'явилися на світ ще в Полтаві. Після Полтави переїхав до підмосковного Кучино, працював у Москві, після смерті був кремований і похований лише 38 років потому в Одесі, в одній могилі із дружиною (прах чоловіка Катерина Наумівна зберігала у себе — хотіла бути похованою разом із ним). Один із синів, Євген Михайлович, видатний геохімік, професор, завідувач кафедри у Ленінградському гірничому інституті, наставник сотень учнів. Інший син, Всеволод Михайлович, працював доцентом кафедри електротехніки того ж самого вишу. Онук, Олег Євгенович Квятковський, відомий вчений, доктор фізико-математичних наук, живе у Санкт-Петербурзі; один з правнуків, Євген Леонідович Деменок, визнаний одеський письменник, літературознавець і журналіст, автор численних культурологічних і краєзнавчих публікацій.